# Саркисов, Арутюн Христофорович
Арутюн Христофорович Саркисов (арм. Հարություն Քրիստափորի Սարկիսով; 27 декабря 1908 — 23 апреля 2001) — советский и российский учёный в области ветеринарии, Герой Социалистического Труда.

## Биография
Родился в г. Баку. Окончил Закавказский ветеринарный институт в Ереване (1931).
Видный учёный в области ветеринарной микробиологии, основоположник микотоксикологии и советской школы ветеринарной микологии. Работал на Зурнабадской противочумной станции, младшим научным сотрудником Азербайджанского н.-и. ветеринарного института (1932—1934), старшим научным сотрудником Государственного научно-контрольного института ветеринарных препаратов (1934—1937).
Руководитель биохимического раздела научной экспедиции по изучению неизвестного заболевания лошадей Наркомзема СССР (1937—1939), выезжал на Украину. Директор Всесоюзной н.-и. лаборатории по изучению токсичных грибов (1939—1955). В 1942—1944 годах занимался борьбой с фузариотоксикозом на Алтае. Предложил термин микотоксикоз (1944).
Заведующий лабораторией антибиотиков ВНИИ эктопаразитологии, микологии и санитарии (1955—1956), заведующий лабораторией антибиотиков Государственного научно-контрольного института ветеринарных препаратов (1956—1957); заведующий лабораторией микологии и антибиотиков ВНИИ экспериментальной ветеринарии (1957—1990).
За крупные успехи в науке профессор Саркисов А. Х. Всемирной организацией интеллектуальной собственности ООН награждён Золотой медалью.

## Вклад в науку
Автор лабораторной диагностики стахиботриотоксикоза и методики определения токсичных штаммов гриба, вызывающих это заболевание. Под его руководством была раскрыта причина заболевания фузариотоксикозом, установлена этиология заболевания, разработана диагностика и меры борьбы.
Является автором нового научного направления — учения о болезнях человека и животных, возникающих от токсинообразующих грибов.
Под его руководством и непосредственном участии изучались причины массовых отравлений животных микроскопическими токсикогенными грибами; созданы методы определения микотоксинов непосредственно в организме животных; выявлены зоны распространения токсичных грибов, их видовой состав, условия токсинообразования; разработаны методы анализа и обеззараживания кормов; разработаны основы использования антибиотиков в ветеринарии, методы применения антибиотиков пролонгированного действия, предложены высокоэкономичные биомициновые препараты — биоветин и биовит.
Является основоположником школы отечественных ветеринарных микологов. Впервые в мире были созданы три высокоэффективные вакцины против стригущего лишая сельскохозяйственных животных.

### Сочинения
Опубликовано более 200 научных трудов, в том числе 10 книг и брошюр.
Имеет 37 авторских свидетельств и патентов на изобретения. Ряд трудов издан за рубежом.

### Достижения
- доктор биологических наук (1952)
- профессор (1953)
- академик ВАСХНИЛ (1983)
- заслуженный деятель науки РСФСР (1969)

## Награды
- Лауреат Государственной премии СССР (1973)
- Лауреат Государственной премии Эстонской ССР (1987)
- Золотая медаль Всемирной организацией интеллектуальной собственности ООН
- Герой Социалистического Труда (1989)
- Лауреат Государственной премии РФ «За разработку универсальной технологии промышленного получения высокоэффективных вакцин против инфекционных болезней животных» (1998)
- орден «За заслуги перед Отечеством» IV степени (1999)[2]
- орден Ленина (1971)
- орден Трудового Красного Знамени (1954)
- орден Красной Звезды (1945)
- 11 медалей СССР, 6 медалей ВДНХ и зарубежных стран